# August Kessler

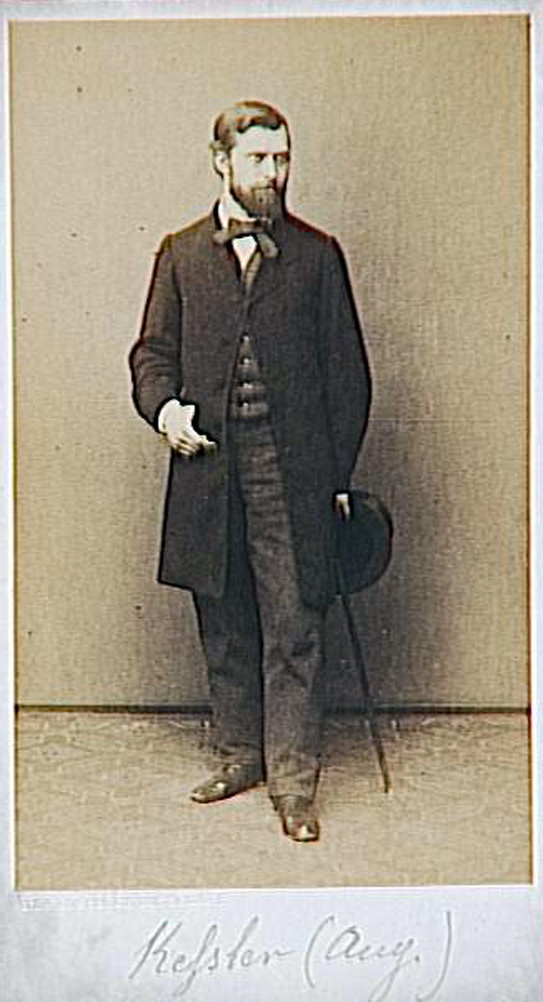
August Kessler, Fotografie von Arnold Overbeck, Gebr. G. & A. Overbeck in Düsseldorf

Friedrich August Kessler (* 30. Dezember 1826 in Tilsit, Königreich Preußen; † April 1906 in Düsseldorf) war ein deutscher Landschaftsmaler der Düsseldorfer Schule.

## Leben
Kessler erhielt ersten Malunterricht bei seinem Vater Christian Friedrich Kessler (1799–1854).  Ab 1841 besuchte er die Kunstakademie Düsseldorf. Dort war er 1843 bis 1854 Schüler des Landschaftsmalers Johann Wilhelm Schirmer. Kessler war Gründungsmitglied des Künstlervereins Malkasten in Düsseldorf, wo er nach seinem Studium als freischaffender Maler seinen Wohnsitz hatte. Zeitweise lebte er mit Eugen Bracht, Fritz Ebel und Carl Friedrich Harveng zusammen. Er unternahm Studienreisen durch verschiedene Küsten-, Mittelgebirgs- und Alpenlandschaften, in den Teutoburger Wald, nach Hessen, durch Bayern, Tirol, Norditalien, die Schweiz, Holland und Belgien. In Anlehnung an die Modustheorie von Nicolas Poussin klassifizierte ihn der Schriftsteller Wolfgang Müller von Königswinter 1854 als „historisch-stylistischen Landschafter“. 1860 bis 1892 beschickte er regelmäßig die Berliner Akademie-Ausstellungen, gelegentlich die Ausstellungen des Münchner Glaspalastes. Sein Sohn Walter, ebenfalls Maler, wurde in Deutschland nicht näher bekannt.

## Werke (Auswahl)

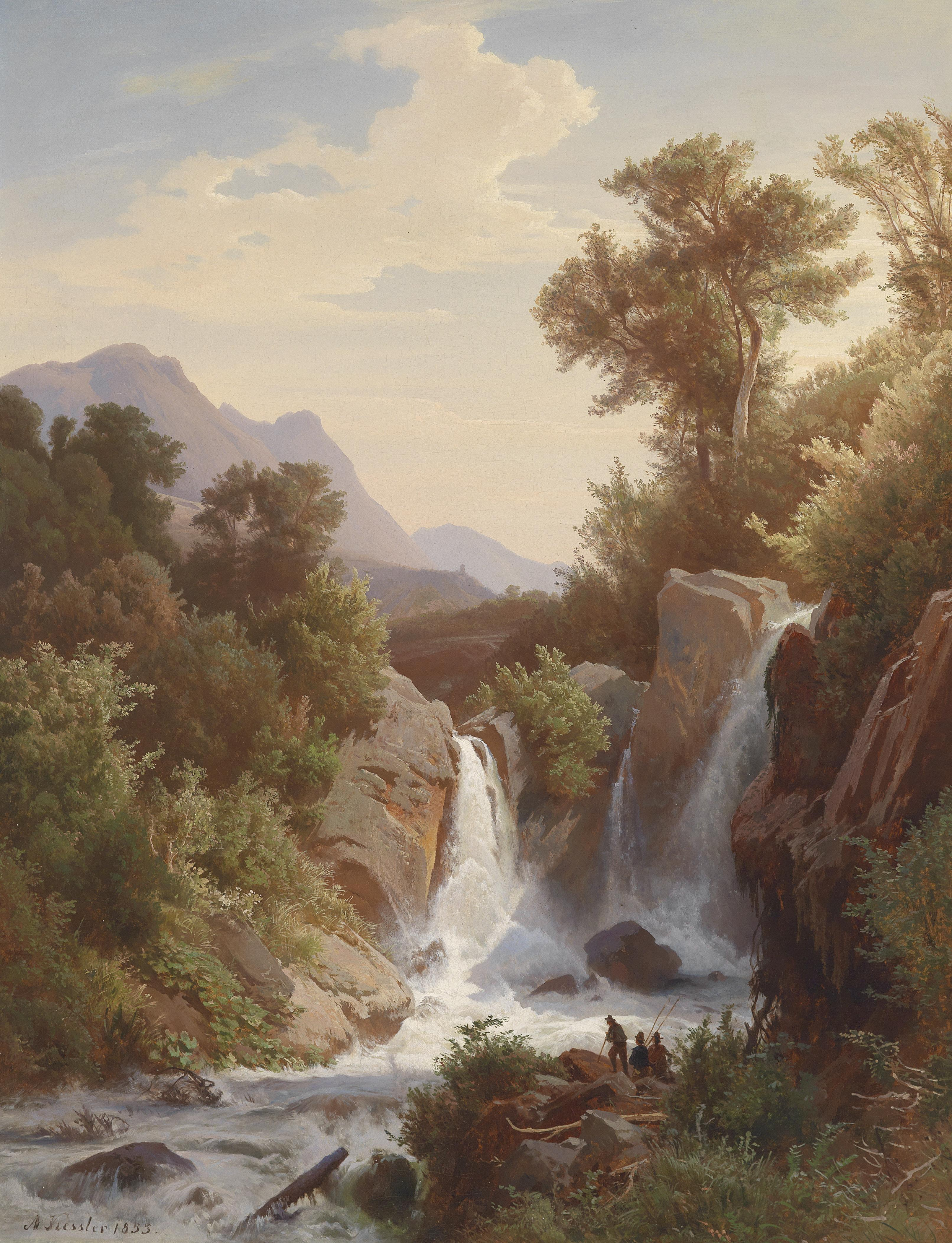
Angler am Wasserfall, 1853

- Deutsche Waldlandschaft mit Wildbach, 1842
- Motiv aus dem Bergischen, 1846
- Jäger und Hund beim erlegten Hirsch auf einer Waldlichtung, 1848

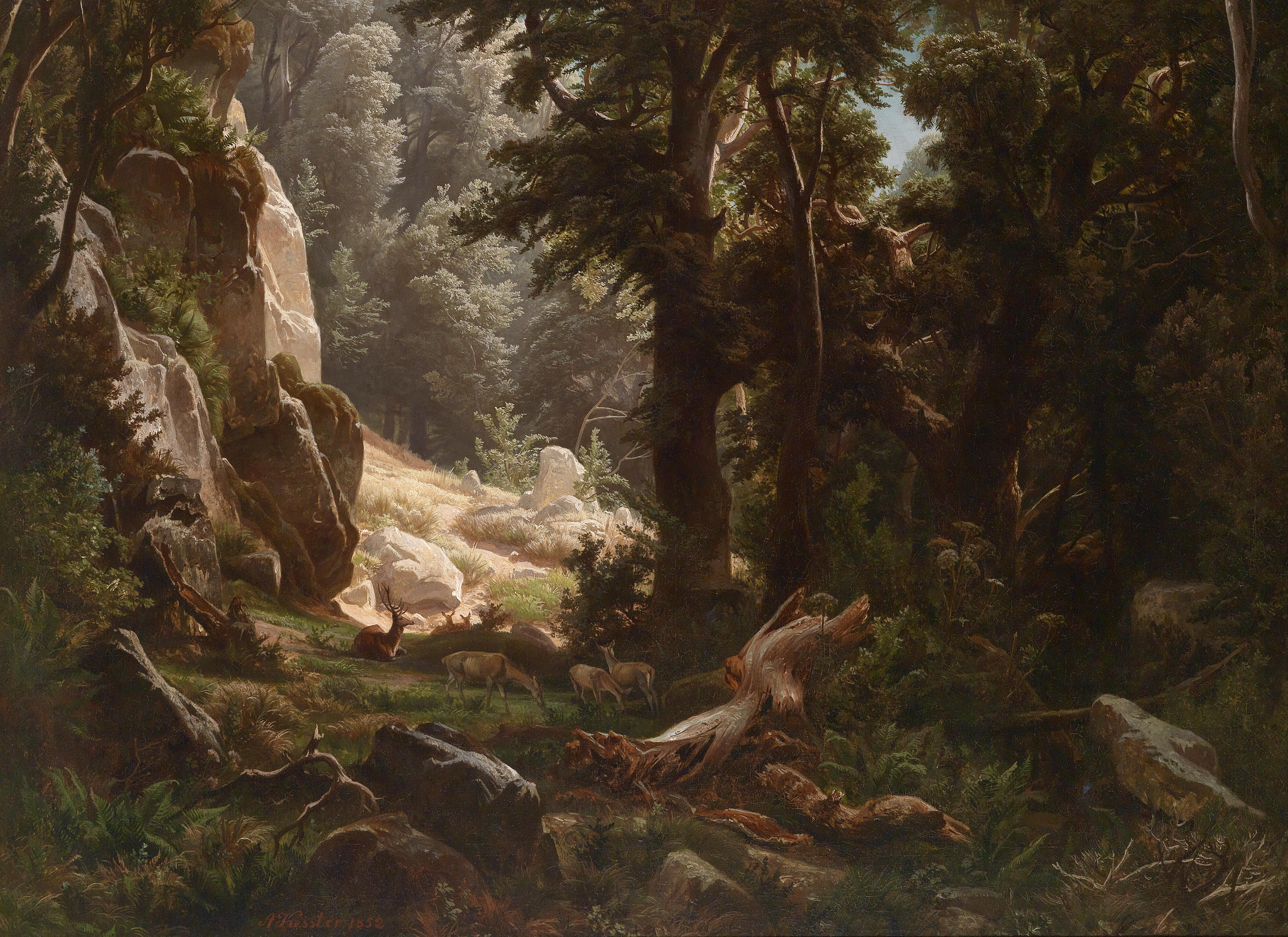
Rotwild im Wald, 1852
- Angler am Wasserfall, 1853
- Externsteine, 1855
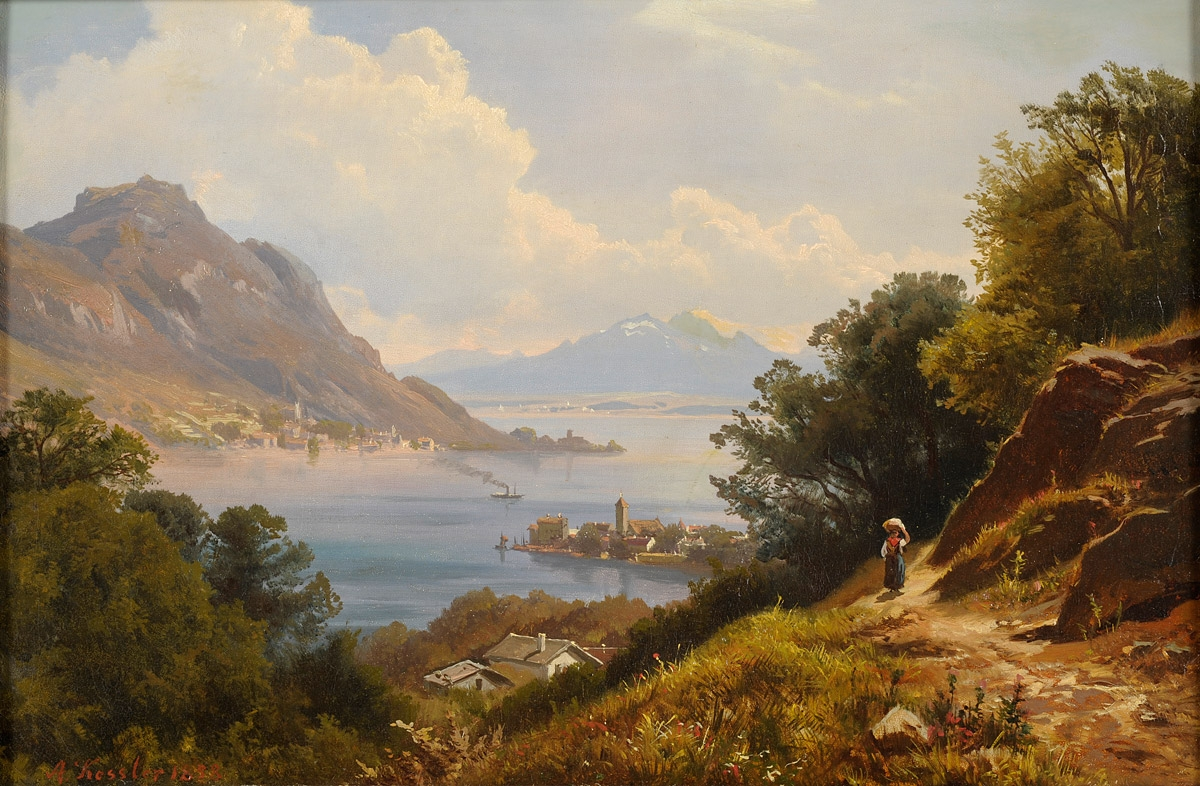
Seelandschaft, 1858
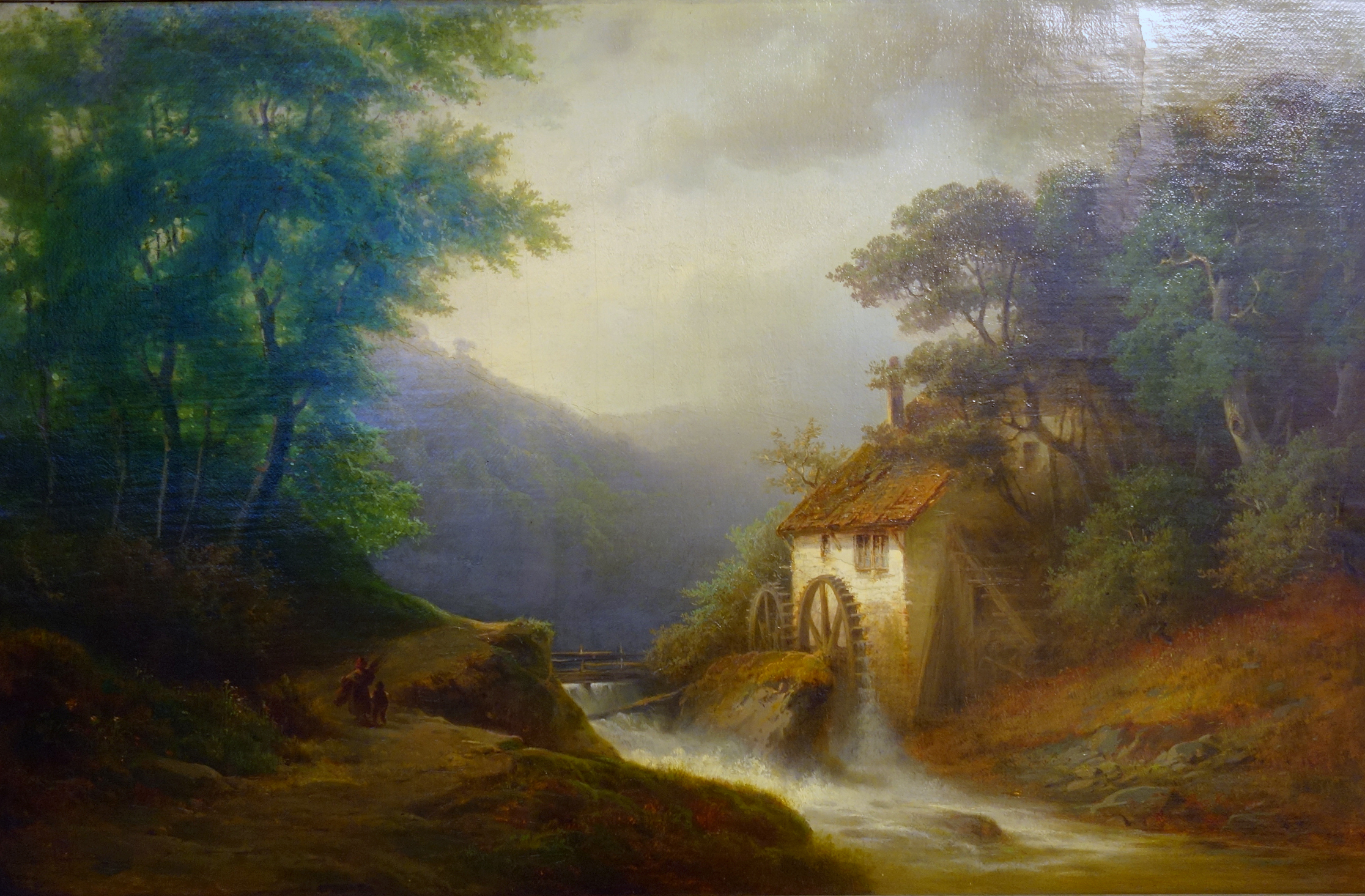
Mühle am Bachlauf, 1860
Schiffe in einem Sturm auf See, 1885

- Grafenberger Wald bei Düsseldorf, 1861
- Heimkehr von der Heuernte, 1869
- Rast am Gebrigssee, 1874
- Strand bei Blankenberghe, 1882[3]
- Waldlichtung mit Rehen, 1885
- Seestück, 1886
- Herbstmorgen im Buchenwald, 1891[4]
- Wassermühle

- Rotwild im Wald, 1852
- Seelandschaft, 1858
- Mühle am Bachlauf, 1860
- Schiffe in einem Sturm auf See, 1885